# 리건 패스터넥
리건 패스터넥(영어: Reagan Pasternak, 1977년 3월 8일 ~ )은 캐나다의 배우이다.

## 출연 작품
- 쓰리 나이트 스탠드 (2013)
- 비잉 에리카 (2008)
- 저스트 베리드 (2007)
- 데드 메리 (2007)
- 브리치 (2007)
- 세비지 플래닛 (2006)
- 크리스마스 웨딩 (2006)
- 결혼준비 대작전 (2005, Confessions of an American Bride)
- 까칠한 그녀의 달콤한 연애비법 (2005)
- 웰컴 프레지던트 (2004)
- 버딕트 인 블러드 (2002)
- 크리스마스 비지터 (2002)
- 메일 투 더 치프 (2000)
- 포에버 마인 (1999)